# 江浙滬
江浙沪，中华人民共和国互联网及媒体上近年来随网上购物发展而出现的新名词，中华人民共和国东部三大行政区（江苏省、浙江省、上海市）的主要河流: 长江(江)，钱塘江(浙)，吴淞江(沪)合称。按照中国各省份的官方简称其较正式的説法應为「沪苏浙」。中国网民常用的说法有“江浙沪包邮”或“包郵區”，即网络购物当中，由於中國的電商在此兩省一市最為集中，江浙沪地区（有时包括安徽省，称江浙沪皖）通常列入免运费（卖家包邮）服务范围之内。

## “江浙沪”与“沪苏浙”
“沪苏浙”是上海、江苏、浙江三个省级行政区规范的简称或别称，而江浙是古代的地理范围名词，江浙一帶來源於宋代江南東路和兩浙路的合稱。古代时指代今苏南，皖南，赣东北和浙江省。元朝时此区域设置江浙行省（辖境包括今江苏南部、安徽南部，浙江、福建二省全境及江西部分地区）。今天主要是指长江和钱塘江（浙江）之间的近海地区。